# Anopheles vanhoofi
Anopheles vanhoofi is een muggensoort uit de familie van de steekmuggen (Culicidae). De wetenschappelijke naam van de soort is voor het eerst geldig gepubliceerd in 1945 door Wanson & Lebied.